# Olga Fatkúlina
Olga Alexándrovna Fatkúlina –en ruso, Ольга Александровна Фаткулина– (Cheliábinsk, URSS, 23 de enero de 1990) es una deportista rusa que compite en patinaje de velocidad sobre hielo. 
Participó en dos Juegos Olímpicos de Invierno, en los años 2010 y 2014, obteniendo una medalla de plata en Sochi 2014, en la prueba de 500 m.
Ganó siete medallas en el Campeonato Mundial de Patinaje de Velocidad sobre Hielo en Distancia Individual entre los años 2013 y 2021, y dos medallas de bronce en el Campeonato Mundial de Patinaje de Velocidad sobre Hielo en Distancia Corta, en los años 2018 y 2020.
Además, obtuvo tres medallas en el Campeonato Europeo de Patinaje de Velocidad sobre Hielo en Distancia Individual, en los años 2018 y 2020, y dos medallas de bronce en el Campeonato Europeo de Patinaje de Velocidad sobre Hielo en Distancia Corta, en los años 2017 y 2019.

## Palmarés internacional
| Juegos Olímpicos                           | Juegos Olímpicos                | Juegos Olímpicos  | Juegos Olímpicos      |
| Año                                        | Lugar                           | Medalla           | Prueba                |
| ------------------------------------------ | ------------------------------- | ----------------- | --------------------- |
| 2014                                       | Sochi (Rusia)                   | Medalla de plata  | 500 m                 |
| Campeonato Mundial en Distancia Individual |                                 |                   |                       |
| Año                                        | Lugar                           | Medalla           | Prueba                |
| 2013                                       | Sochi (Rusia)                   | Medalla de oro    | 1000 m                |
| 2013                                       | Sochi (Rusia)                   | Medalla de bronce | 500 m                 |
| 2019                                       | Inzell (Alemania)               | Medalla de bronce | Velocidad por equipos |
| 2020                                       | Salt Lake City (Estados Unidos) | Medalla de plata  | 1000 m                |
| 2020                                       | Salt Lake City (Estados Unidos) | Medalla de plata  | Velocidad por equipos |
| 2020                                       | Salt Lake City (Estados Unidos) | Medalla de bronce | 500 m                 |
| 2021                                       | Heerenveen (Países Bajos)       | Medalla de bronce | 500 m                 |
| Campeonato Mundial en Distancia Corta      |                                 |                   |                       |
| Año                                        | Lugar                           | Medalla           | Prueba                |
| 2018                                       | Changchun (China)               | Medalla de bronce | Clasificación general |
| 2020                                       | Hamar (Noruega)                 | Medalla de bronce | Clasificación general |
| Campeonato Europeo en Distancia Individual |                                 |                   |                       |
| Año                                        | Lugar                           | Medalla           | Prueba                |
| 2018                                       | Kolomna (Rusia)                 | Medalla de oro    | Velocidad por equipos |
| 2020                                       | Heerenveen (Países Bajos)       | Medalla de oro    | 500 m                 |
| 2020                                       | Heerenveen (Países Bajos)       | Medalla de oro    | Velocidad por equipos |
| Campeonato Europeo en Distancia Corta      |                                 |                   |                       |
| Año                                        | Lugar                           | Medalla           | Prueba                |
| 2017                                       | Heerenveen (Países Bajos)       | Medalla de bronce | Clasificación general |
| 2019                                       | Collalbo (Italia)               | Medalla de bronce | Clasificación general |